# Ptychodus mortoni
Ptychodus mortoni — акула викопного роду Ptychodus родини Ptychodontidae. Була поширена у верхній крейді (бл. 90-65 млн років тому). Вперше рештки виявлені у 1833 році.

## Опис
Загальна довжина досягала 10 м. Розміри щелепних кісток сягали трохи більше 1 м. Потужні тупі, пласкі, широкі, зебристі зуби розташовувалися в роті акули в хаотичному порядку на так званому «зубному плато». Верхня і нижня стінки порожнини рота обтикані великими гострими «пеньками». Мала потужну статурі і масивний тулуб. Рубра розходилися радіально від верхівки.

## Спосіб життя
Більшу частину життя проводили біля дна. Була поганим плавцем, доволі повільна акула, водночас була наділена величезною силою. Полювала на риб, давніх велетенских молюсків і ракоподібних, амонітами, інколи примітних черепах. Свої потужними щелепали трощили мушлі та нори своїх жертв. Не мала ворогів.

## Розповсюдження
Мешкала переважно в Західному внутрішньому морі, що охоплювала значну частину Північної Америки (від теперішнього штату Техас до Дакоти, США).